# 보스턴 유나이티드 FC
보스턴 유나이티드 FC(영어: Boston United Football Club)는 영국 링컨셔주 보스턴을 연고로 하는 세미프로 축구 클럽이다. 클럽은 잉글랜드 축구 리그 시스템의 5부 리그인 내셔널리그에 참가하고 있으며, 이 클럽은 영국을 떠나 북미로 항해해 찾을 수는 없었지만 매사추세츠 주 보스턴 근처에 정착한 필그림 파더스와 관련되어 '순례자'라고도 알려져 있다. 클럽의 문장에는 순례자 필그림 파더스의 배인 메이플라워호 호가 새겨져 있다. 클럽의 전통적인 색상은 호박색과 검정색이며, 링컨 시티 FC, 스컨소프 유나이티드 FC, Gainsborough Trinity 및 그림즈비 타운 FC와 라이벌 관계에 있다. 5,061명(2,155석)의 관중을 수용할 수 있는 2020년에 완공된 제이크맨스 커뮤니티 스타디움에서 홈 경기를 치른다.
클럽은 1933년 모체인 보스턴 타운이 해체되자 결성되었다. 처음에는 미들랜드 리그에서 경쟁한 후 1958년에 4년 동안 서던 풋볼 리그에 합류했다. 그들은 미들랜드 리그로 돌아온 다음 유나이티드 카운티 리그에 합류하여 1965–66에서 첫 리그 타이틀을 획득했다. 그런 다음 보스턴은 웨스트 미들랜드(지역) 리그로 전환하여 1966-67년과 1967-68년에 프리미어 디비전에서 우승한 후 1968년에 노던 프리미어리그의 창립 멤버가 되었다. 유나이티드는 1970년대(1972–73, 1973–74, 1976–77, 1977–78)에 4번의 북부 프리미어 리그 우승을 차지했으며 1979년 얼라이언스 프리미어리그의 창립 멤버가 되었다. 보스턴은 1993년 북부 프리미어리그로 복귀했고 1998년 남부 리그 프리미어 디비전으로 복귀했다.
보스턴 유나이티드는 1999-2000년에 남부 리그에서 우승했고 2001-02년에는 콘퍼런스에서 우승하여 논란이 되고 있는 감독 스티브 에반스의 직분 아래 처음으로 잉글리시 풋볼 리그에서의 자리를 확보했다. 그들은 4부리그에서 5년을 보냈지만 2007년에 행정부 에 들어갔고 2개 디비전에서 컨퍼런스 노스로 강등되었다. 노던 프리미어 리그로 강등된 보스턴은 2010년 노던 프리미어 리그 프리미어 디비전 플레이오프에서 우승했으며 이후 1-0 플레이오프 결승전을 포함하여 컨퍼런스/내셔널리그 북부에서 5번의 플레이오프에서 패하였다. 2020년 8월에는 요크 스트리트에서 열리는 마지막 경기에서 알트링엄 FC에게 패하였다.

## 선수 명단

### 현역
참고: FIFA 자격 규정에 따라 소속된 국가대표팀 국기를 표시합니다. 선수는 복수의 FIFA 비회원국 국적을 가지고 있을 수 있습니다.
| 번호 | 포지션 | 국적     | 이름            |
| ---- | ------ | -------- | --------------- |
| 5    | DF     | 잉글랜드 | 마이클 보스트윅 |
| 12   | DF     | 잉글랜드 | 자이 로우       |

| 번호 | 포지션 | 국적 | 이름 |
| ---- | ------ | ---- | ---- |